# Будинок на Саксаганського, 108/16
Будинок № 108/16 (будинок ЮРОТАТ ) — споруда архітектора Олександра Хойнацького, розташована на розі вулиць Саксаганського, 108 і Симона Петлюри, 16, навпроти «Будинку з іфритами» (№ 11/106).
За визначенням дослідників, будівля — типова пам'ятка періоду історизму з рисами неокласицизму, зразок «вдалої адаптації академічних правил до нових функціональних та конструктивних вимог».
Рішенням виконавчого комітету Київської міськради народних депутатів № 49 від 21 січня 1986 року споруду поставили на облік пам'яток архітектури і містобудування місцевого значення.

## Будівництво і використання будівлі

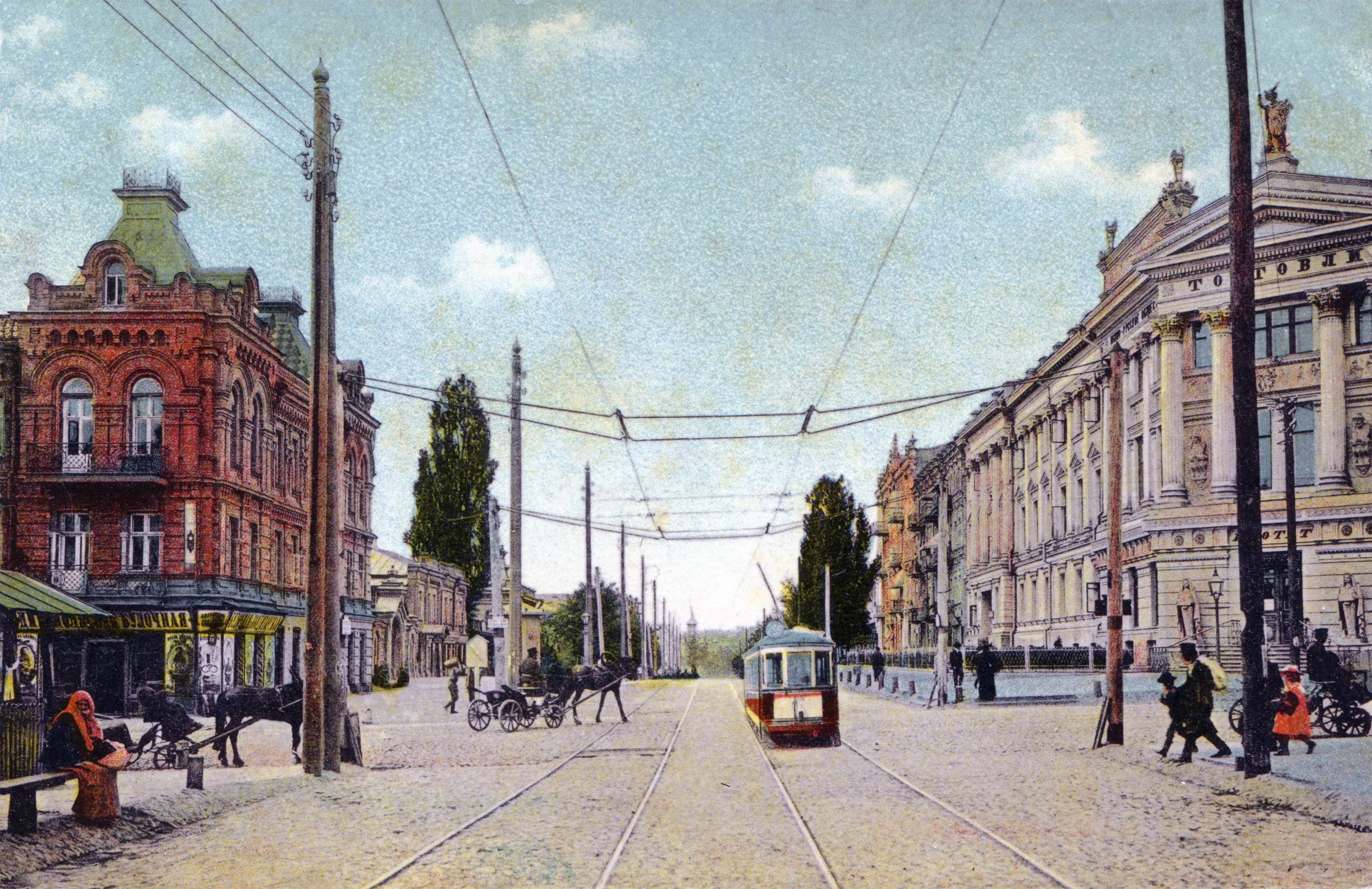
Будинок № 108/16 (справа). Над фронтоном ще височіє скульптура Меркурія

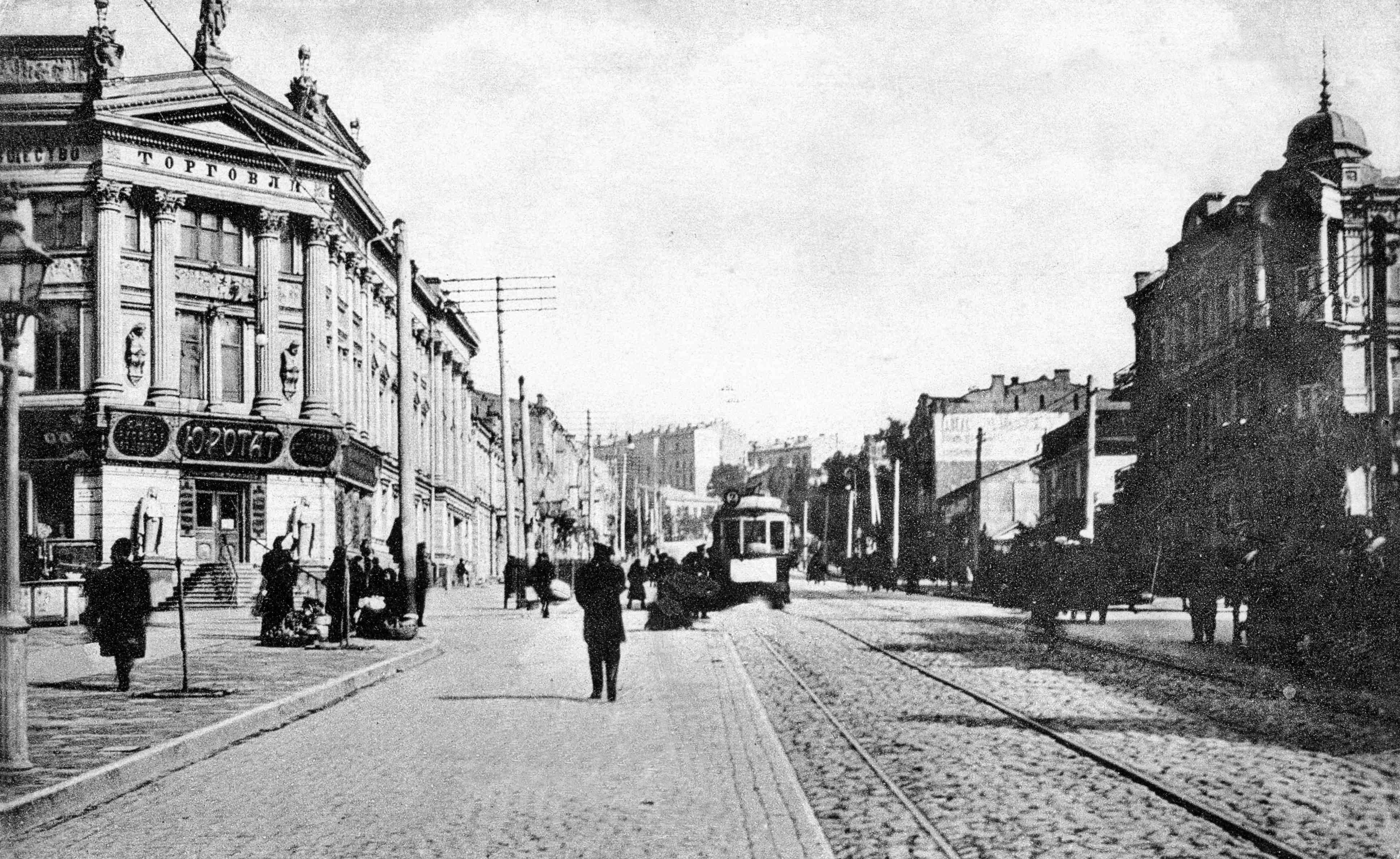
Будинок № 108/16 (зліва) і «Будинок з іфритами» (справа)

Станом на 1882 рік власником ділянки № 108 був Павло Троцький, а перпендикулярної № 16 — Петро Борисов. 1898 року обидві ділянки придбало Південноросійське товариство торгівлі аптечними товарами, засноване київським аптекарем Адольфом Марцинчиком.
Товариство реалізовувало в Україні хімічну продукцію для аптек, промисловості, сільського господарства, цукроварень, виноробства, косметичних фірм, наукових досліджень тощо. На його замовлення у 1899 році спорудили будинок за проєктом архітектора Олександра Хойнацького.
1922 року будівлю націоналізували більшовики.
У 1990-х роках будинок капітально реконструювали.
У новітню добу приміщення будинку займали територіальне управління Державної судової адміністрації в Київській області, обласна державна податкова адміністрація, обласне управління містобудування та архітектури, обласний центр соціальних служб для сім'ї, дітей і молоді, фармацевтичні фірми, крамниці.

## Архітектура
Триповерхова із цокольним поверхом, цегляна, пофарбована будівля має двосхилий дах, бляшане покриття, п'ять двомаршових сходів і два вантажних ліфти. У плані — замкнуте каре. Приміщення на поверхах розташовані з двох сторін коридору.
Перекриття кімнат — пласке, коридорів — циліндричне склепіння з розпалубками над входами до кімнат, цокольного поверху й сходових кліток — цегляні склепіння на металевих рейках.
Композиція будинка симетрична. Зрізане наріжжя і фланги з проїздами на подвір'я фланковані розкріповками. Розкріповки рустовані на першому поверсі й виділені чотириколонними портиками на верхніх поверхах.
Архітектура фасадів вирішена в стилі історизму з мотивами неокласицизму. Пофарбовані у три кольори фасади прикрашені архітектурним, ліпленим і скульптурним декором. Білі деталі виділяються на вохристо-рожевому тлі.
Відкрита фактура цегляного мурування засвідчила відхід від класицистичної естетики й поворот до нових утилітарних та естетичних завдань, притаманних архітектурі доби історизму.
Перший поверх виділений гуртами й декорований рустом у межах розкріповок. Він відіграє роль стилобата. Над ним — ордерний ярус на рівні другого і третього поверхів, які об'єднані пілястрами і напівколонами великого композитного ордера.
Бічні розкріповки оздоблені канелюрованими тричвертєвими фустами чотириколонних портиків. Їхні капітелі пишно декоровані акантовим листям із волютами.
Будівлю завершує антаблемент з іонічним фризом. Карниз спирається на кронштейни з орнаментальними деталями. Уздовж розміщені розетки, іоніки та зубці. Доричний фриз зі стрічками іоніків і меандровим орнаментом проходить також над першим поверхом. Між метопами фриза містяться квіткові розетки.
Площини стін прорізані прямокутними вікнами: із замковими каменями на цокольному поверсі, лиштвами й прямими сандриками — на першому, з виразними трикутними сандриками — на другому, з підвіконним гуртом — на третьому поверсі.
Наріжжя виділене чотириколонним портиком й увінчане трикутним фронтоном. Первісно на нього постовили скульптуру бога торгівлі Меркурія. З обох боків прилягають тривіконні розкріповки, які завершуються прямокутними аттиками. На них — відлиті за єдиним шаблоном скульптури сов. Аттики й фризи оздоблені барельєфами із сюжетами про Асклепія і Гіппократа. Їхні бюсти містяться на другому поверсі.
Дворові фасади мають просте цегляне оздоблення. Стіни оздоблені гуртами, зубчастим карнизом і міжвіконними лізенами.

## Галерея

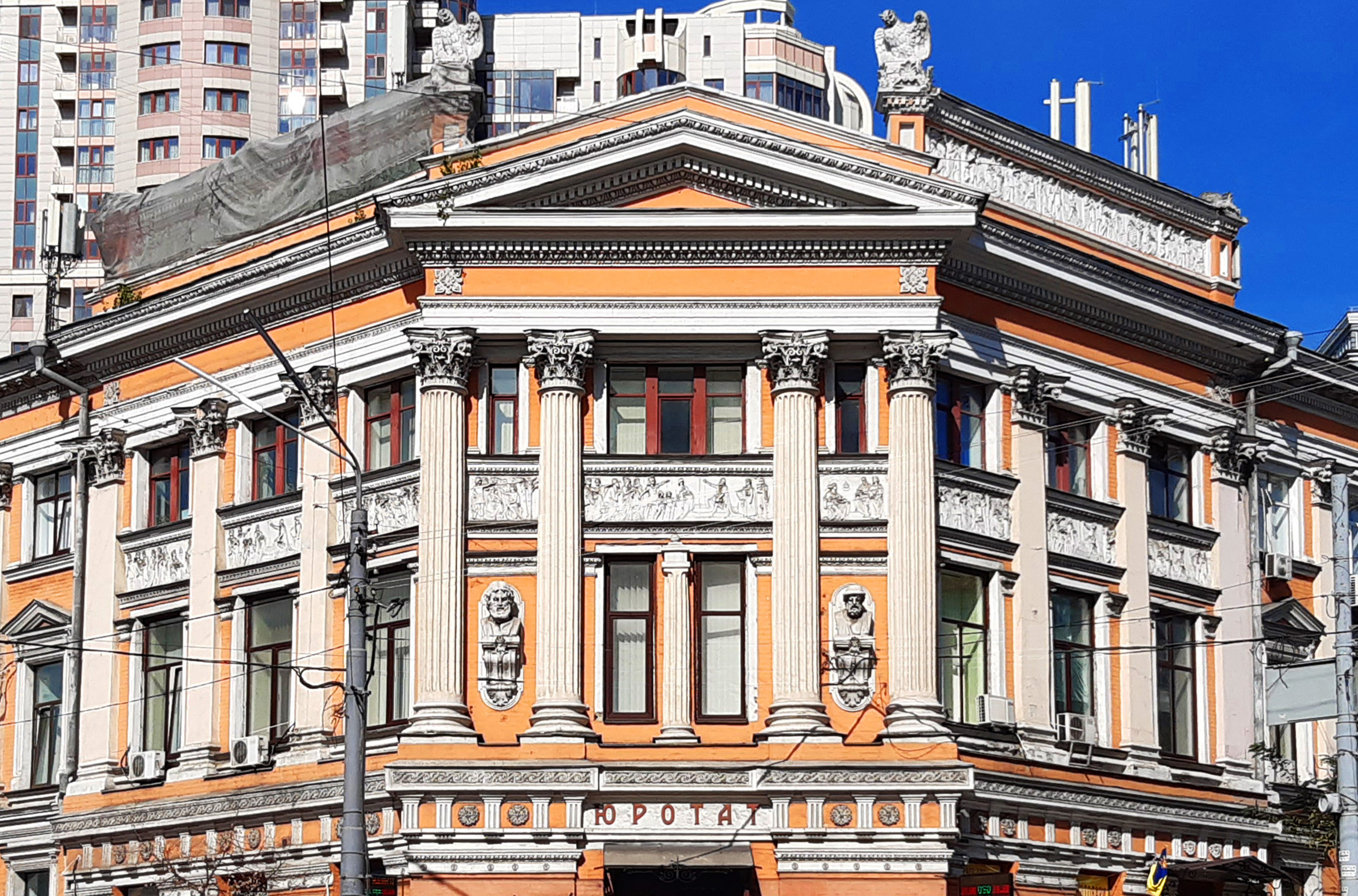
Наріжжя
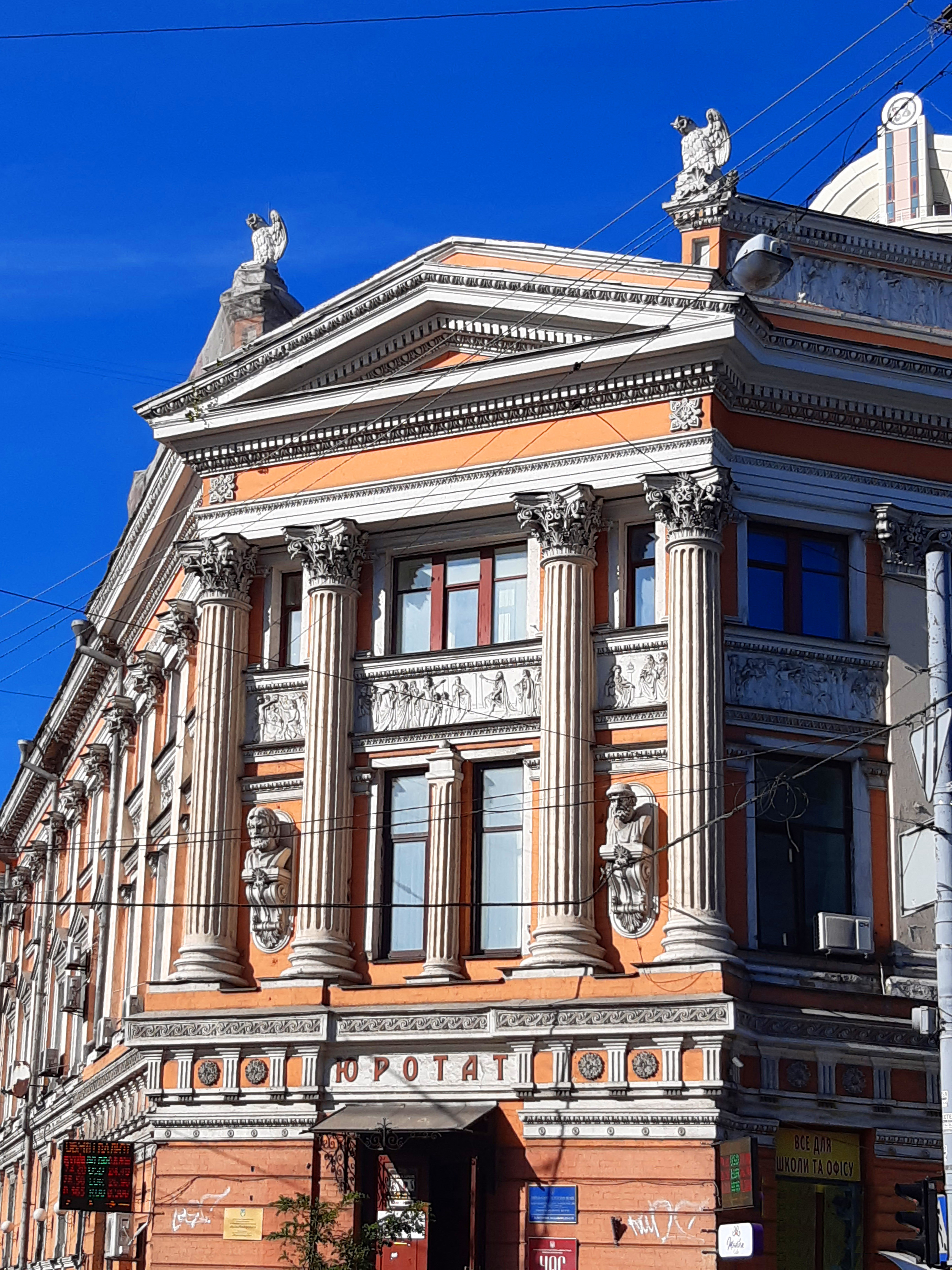
Чотириколонний портик із фронтоном.
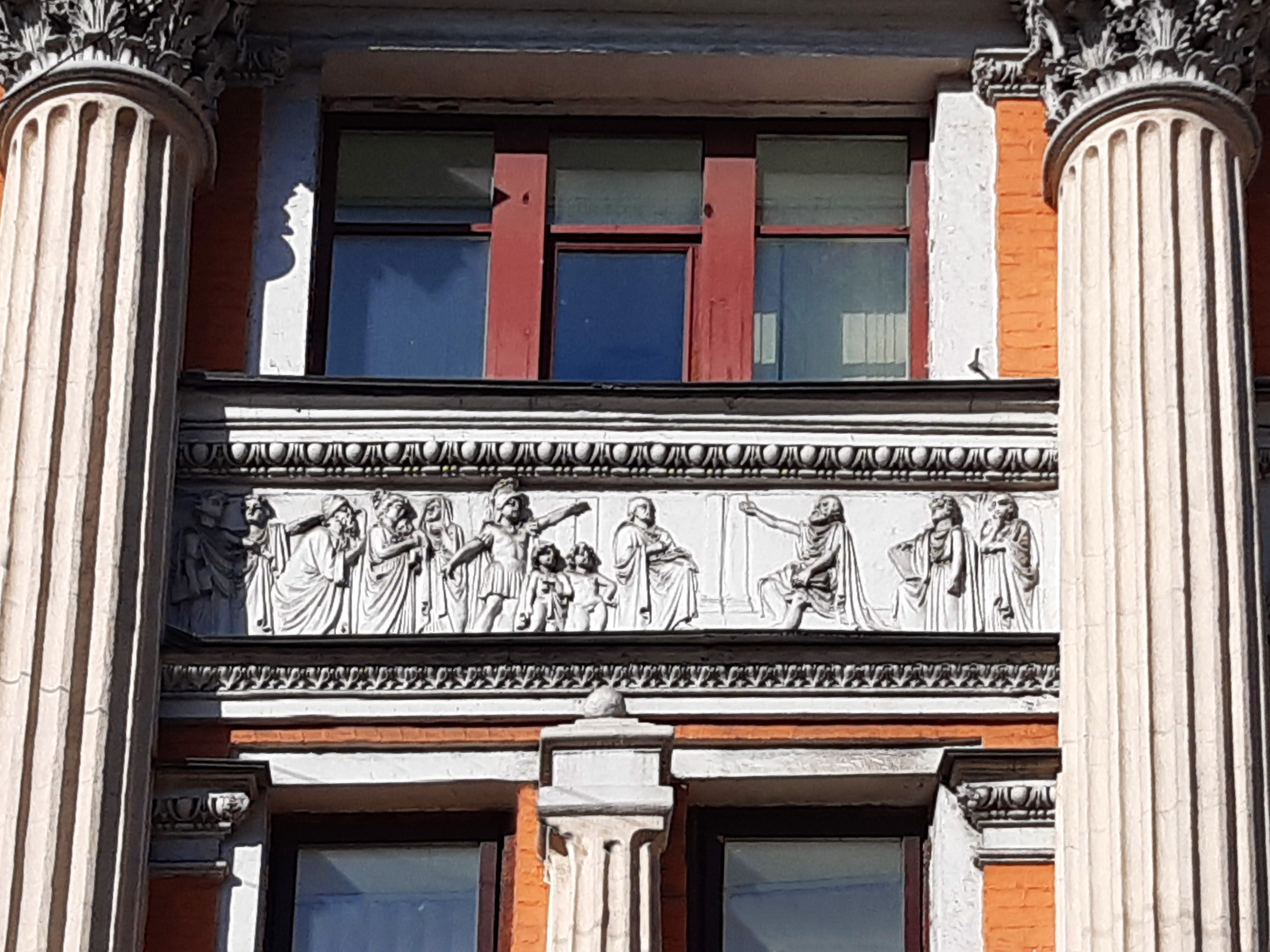
Барельєфи із сюжетами лікування та зцілення античними лікарями